# محرق القلوب
محرق القلوب اثر ملا مهدی نراقی (وفات ۱۲۰۹ ه‍.ق) است. وی این اثر را از روضةالشهدا اقتباس کرده و در آن مطالبی شورانگیز بیان کرده است. با توجه به نامعتبر بودن روضةالشهدا، مطالب این کتاب نیز نامعتبر است. این اثر با انتقادهای زیادی حتی در زمان نویسنده مواجه شد و بعضی با ذکر اینکه نویسندهٔ آن شخصیت بزرگی است، چنین کتابی را از وی موجب شگفتی دانسته‌اند.